# Bitwa w Sadadzie
Bitwa w Sadadzie – walki w mieście Sadad, leżącym w muhafazie Hims, w dniach 21–28 października 2013, w czasie syryjskiej wojny domowej. Starcie rozpoczęło się szturmem islamistów i zakończyło odbiciem miasta przez Siły Zbrojne Syrii. Tygodniowa bitwa o chrześcijańskie miasto zakończyła się śmiercią ok. 250 osób.

## Bitwa
Szturm na Sadad zamieszkiwany przed wojną przez 15 tysięcy osób, głównie wyznania prawosławnego, leżący pomiędzy Himsem a Damaszkiem, rozpoczął się 21 października 2013. Rozpoczynający atak islamscy bojownicy z Dżabhat an-Nusra wysłali dwóch zamachowców-samobójców, którzy wysadzili się u bram miasta, co umożliwiło reszcie rebeliantów dostać się do miasta, gdzie nie napotkali już oporu. Miejscowa milicja poddała się natychmiast, a bojownicy zajęli główny plac miasta. Ustawili tam głośniki przez które nawoływali cywilów do pozostania w domach. Tych, którzy nie zastosowali się do poleceń, zabijano. Następnie na ulicach znaleziono dziewięć zamordowanych osób.
Rano 22 października 2013 islamiści do których dołączyło tzw. Państwo Islamskie (ISIS) oraz miejscowi bojownicy zrzeszeni w Wolnej Armii Syrii (FSA), upozorowali odwrót z miasta. Wobec tego syryjska armia wysłała na odsiecz miastu bataliony, które wpadły w zasadzkę ukrywających się na polach i sadach rebeliantów. Walki przyniosły ciężkie straty. Bitwa przeniosła się na terytorium miasta, które 23 października 2013 zostało zbombardowane przez lotnictwo Syryjskich Arabskich Sił Powietrznych.
25 października 2013 metropolita Syryjskiego Kościoła Ortodoksyjnego arcybiskup Silwanus Butrus an-Nima ogłosił, iż setki cywilów zostało uwięzionych w mieście, które stało się polem bitwy. Duchowny ostrzegał przed groźbą masakry na tle religijnym. Dzień później w walkach zginął dowódca rebeliantów, co załamało morale napastników. Syryjscy aktywiści informowali, że wielu cywilów próbowało ucieczki z dzielnic kontrolowanych przez Dżabhat an-Nusra. Z miasta uciekło ok. 2500 rodzin. Cywile znajdowali schronienie głównie w oddalonym o 8 km Al-Hafar.
Miasto zostało ostatecznie odbite przez siły rządowe 28 października 2013, kiedy rebelianci zarządzili faktyczny odwrót z miasta, w którym w czasie walk zdewastowaniu uległa znaczna część miejskiej infrastruktury oraz m.in. kościół pod wezwaniem świętego Teodora. Sadad został pozbawiony elektryczności, wody i linii telefonicznych. Domostwa zostały złupione, a chrześcijańskie świątynie zniszczono i zbezczeszczono. Zabierano z nich stare księgi i meble. Nie oszczędzono szkół, budynków rządowych oraz gmachu poczty, szpitala i przychodni.
Syryjscy żołnierze znaleźli na arenie walk ciała 46 cywilów, w tym kobiet i dzieci. Około 30 zwłok znajdowało się w dwóch zbiorowych mogiłach. 30 kolejnych chrześcijan zostało rannych, a 10 zaginęło bez wieści. Arcybiskup Silwanus Butrus an-Nima nazwał to największą masakrą chrześcijan podczas syryjskiej wojny domowej. Miejskie walki przyniosły bardzo duże straty po obu stronach. W tygodniowej bitwie zginęło 100 żołnierzy oraz 80 islamistów i kilkudziesięciu bojowników FSA.